# Palacio de Justicia del Condado de Cambria
El Palacio de Justicia del Condado de Cambria es un palacio de justicia histórico ubicado en Ebensburg, Condado de Cambria, Pensilvania (Estados Unidos). Fue construido entre 1880 y 1881 y es un edificio de ladrillo de 3 1/2 pisos al estilo del Segundo Imperio. Tiene un techo abuhardillado .
Fue agregado al Registro Nacional de Lugares Históricos en 1980.

## Edificio
Dos juzgados anteriores sirvieron al condado. El primero fue construido en 1808 y el segundo en 1828-1830. El palacio de justicia actual se construyó en el mismo sitio que el segundo.
M. E. Beebe de Búfalo, Nueva York diseñó el palacio de justicia y Henry Shenk lo construyó a un costo de 109 962 dólares. El edificio es un paralelogramo con 36 m de frente en Center St. con una profundidad de 24 m y una  altura de los aleros del techo de 14,6 m.Se utilizaron 80 000 ladrillos prensados fabricados por H & G Evans de Filadelfia para construir las paredes exteriores, y se fabricaron en el lugar 20 000 ladrillos para las paredes interiores.
El techo de pizarra abuhardillado tiene buhardillas de ojo de buey y chimeneas elaboradas y una cornisa decorativa entre corchetes. El pabellón central tiene pilastras flanqueantes que sostienen un pórtico clásico.
Una renovación de 1923 agregó un ascensor, tres alas nuevas, cada una con una sala de audiencias, y una rotonda con una elaborada cúpula de vidrio que une las alas. La sala de audiencias 1 se agregó en este momento. Es una de las salas de audiencias más grandes de los Estados Unidos, con 500 asientos. Una segunda renovación se completó en 1995. Veintiséis retratos de jueces del condado adornan el edificio, muchos de los cuales fueron pintados en las décadas de 1920 y 1930 por el matrimonio Vale. En 1994 se restauraron dos murales de 1930, Conocimiento y justicia.